# Општина Катерини
Општина Катерини (грч. Δήμος Κατερίνης, Димос Катеринис) је општина у Грчкој у округу Пијерија, периферија Средишња Македонија. Административни центар је град Катерини.

## Насељена места
Општина Катерини је формирана 1. јануара 2011. године спајањем 6 некадашњих административних јединица: Елафина, Катерини, Коринос, Паралија, Петра и Пијерија.
- Општинаска јединица Елафина: Стари Керамиди, Аронас, Ексохи, Елафос, Каталонија, Лагорахи, Мелијади, Мосхопотамос, Токсо, Трилофос.
- Општинска јединица Катерини: Катерини, Андромахи, Ганохора, Горњи Свети Јован, Нови Горњи Свети Јован, Нови Керамиди, Нова Кесарија, Нови Храни, Олимпијаки Акти, Просилио, Света Варвара, Своронос.
- Општинска јединица Коринос: Коринос, Доњи Свети Јован, Кукос, Нова Трапезунда, Паралија Корину, Севасти.
- Општинска јединица Паралија:Калитеа, Паралија, Перистаси.
- Општинска јединица Петра: Доња Милија, Горња Милија, Каријес, Мосхохори, Лофос, Петра, Рахи, Свети Димитрије, Скотина, Средња Милија, Фотина, Фтери.
- Општинска јединица Пијерија: Ритини, Врија, Елатохори.